# Juganskaja Ob
Juganskaja Ob (ros. Юганская Обь) – osiedle w Rosji, w Chanty-Mansyjskim Okręgu Autonomicznym, w rejonie nieftiejugańskim. W 2010 liczyło 1254 mieszkańców.